# 곰내터널
곰내터널은 부산광역시 기장군 철마면 웅천리에 있는 터널이다. 도시고속도로인 정관산업로를 구성하는 터널로, 2005년 5월에 착공하여 2009년 12월에 완공 후, 같은 해 10월 21일에 개통되었다.
이륜차 통행 제한 구간 (자동차전용도로 미 지정 구간) 인
- 정관산업로 : (회동교차로 ~ 기장철마인터체인지 ~ 곰내터널) 안 범위에 있다.[1]

## 구조
- 편도 2차선의 쌍굴형식(길이: 상행1835m, 하행1825m)

## 시설
터널 내부는 자동제어설비 시스템에 의하여 조도, 교통량, 풍향 풍속, 일산화탄소의 농도 및 가시 거리 측정이 자동으로 이루어지고 있다.
주요 건물은 2개의 제연 설비와 1개의 관리 설비로 이루어져 있다. 터널 내부는 제연용 환풍기에 의해 최적 환기 상태를 유지하고 있어 터널내의 오염도(일산화 탄소 기준치 50 PPM)가 항상 기준치 이하로 관리된다.

## 길이
곰내터널의 길이는 상행선 1,835m, 하행선 1,825m이다. 폭은 12.8m, 높이는 4.8m이고 편도 2차선의 반원형으로 구성되어 있다.

## 건립
부산의 새로운 신도시인 정관신도시와 정관산업단지를 건설하면서 도심과의 원활한 교통 소통을 위해 정관산업로를 건설하는 과정에서 건립되었다. 곰내터널과 개좌터널은 부산 회동교차로에서 정관신도시 입구까지의 차량 주행시간을 기존 40분에서 10분 안팎으로 단축시켰다.

## 완공
2005년 5월 착공하여 2009년 12월에 완공되었다. 투자자는 부산광역시 건설본부이며 총 사업비는 376억 원 정도가 소요되었다.

## 현황
부산광역시 금정구 회동동에서 기장군 철마면을 연결하는 정관산업로의 일부로 개통되었는데 2020년 3월 19일 오늘날 기준으로 소재가 기장군 철마면으로 변경되었다. 회동분기점에서 개좌터널, 철마 교차로, 백길 교차로, 곰내터널을 지나면 정관신도시로 연결된다. 정관산업로는 번영로와 연결되어 경부고속도로로 갈 수 있으며, 지방도 제60호선과도 연결된다. 2009년 1월 7일에 회동분기점에서 철마 구간이 우선 개통되었고, 나머지 구간은 2009년 10월 21일에 개통되었다.
곰내터널은 개좌터널과 함께 정관신도시에서 부산 도심까지의 시간을 단축시켜, 2009년 개통 이후 50% 아래로 밑돌던 정관신도시 입주율이 크게 향상되었으며, 정관산업단지로 들어가는 산업 물동량도 대폭 늘어나고 있다. 또 주변 관광 자원과의 연계를 통해 부산 지역 경제에 또 다른 활력을 불어넣어 줄 것으로 예상된다. 곰내터널은 1종 시설물로 등록되어 있으며, 부산시설공단에서 관리하고 있다. 곰내터널의 1일 통행량은 2009년 2만 7000대이며, 2010년에 4만 3000대로 급격하게 증가하였다. 

## 경유 도로
- 정관산업로

## 경유 노선 버스
- 105번 (사직동 ↔ 연산교차로 ↔ 정관박물관)
- 107번 (정관 ↔ 철마면사무소 ↔ 올림픽교차로 환승센터)
- 184번 (정관 ↔ 철마면사무소 ↔ 반여농산물시장)
- 1008번 (좌천원자력의학원 ↔ 부산대 ↔ 동래역)
- 1010번 (정관 ↔ 시청 ↔ 서면)